# Туршкий Врх
Туршкий Врх (словен. Turški Vrh) — поселення в общині Заврч, Подравський регіон‎, Словенія.